# Pallavolo ai XVI Giochi dei piccoli stati d'Europa - Torneo femminile
Il torneo femminile di pallavolo ai XVI Giochi dei piccoli stati d'Europa si è svolto dal 2 al 6 giugno 2015 a Reykjavík, in Islanda: al torneo hanno partecipato cinque squadre nazionali europee di stati con meno di un milione di abitanti e la vittoria finale è andata per la prima volta al Montenegro.

## Impianti
|                                                                       |  |  |
| Ísland - Frakkland Laugardalshöll, 16. & 17. apríl 2010 (4539188772)  |  |  |
| Laugardalshöll Città: Reykjavík Capienza: 5 500 Anno d'apertura: 1965 |  |  |

## Regolamento
Le squadre hanno disputato una fase unica con la formula del girone all'italiana.

## Squadre partecipanti
| Squadra       | Qualificazione      | Ultima partecipazione |
| ------------- | ------------------- | --------------------- |
| Islanda       | Paese organizzatore | Lussemburgo 2013      |
| Liechtenstein | -                   | Liechtenstein 2011    |
| Lussemburgo   | -                   | Lussemburgo 2013      |
| Montenegro    | -                   | Debutto               |
| San Marino    | -                   | Lussemburgo 2013      |

## Torneo

### Risultati
| 2 giugno 2015 Laugardalshöll, Reykjavík Durata: 1h:06 - Spettatori: 250   | San Marino    | 0 - 3 | Montenegro    | 17-25, 21-25, 14-25               |
| 2 giugno 2015 Laugardalshöll, Reykjavík Durata: 1h:26 - Spettatori: 600   | Islanda       | 3 - 0 | Liechtenstein | 25-22, 25-20, 25-21               |
| 3 giugno 2015 Laugardalshöll, Reykjavík Durata: 1h:05 - Spettatori: 375   | Lussemburgo   | 0 - 3 | Montenegro    | 14-25, 16-25, 14-25               |
| 3 giugno 2015 Laugardalshöll, Reykjavík Durata: 1h:46 - Spettatori: 600   | San Marino    | 1 - 3 | Islanda       | 20-25, 27-25, 22-25, 17-25        |
| 4 giugno 2015 Laugardalshöll, Reykjavík Durata: 2h:12 - Spettatori: 250   | Lussemburgo   | 3 - 2 | Liechtenstein | 25-19, 24-26, 25-23, 23-25, 15-13 |
| 4 giugno 2015 Laugardalshöll, Reykjavík Durata: 1h:03 - Spettatori: 600   | Islanda       | 0 - 3 | Montenegro    | 13-25, 13-25, 18-25               |
| 5 giugno 2015 Laugardalshöll, Reykjavík Durata: 1h:39 - Spettatori: 200   | Liechtenstein | 1 - 3 | San Marino    | 20-25, 25-20, 11-25, 19-25        |
| 5 giugno 2015 Laugardalshöll, Reykjavík Durata: 1h:56 - Spettatori: 1 000 | Lussemburgo   | 3 - 1 | Islanda       | 23-25, 25-18, 25-21, 25-18        |
| 6 giugno 2015 Laugardalshöll, Reykjavík Durata: 1h:04 - Spettatori: 75    | Liechtenstein | 0 - 3 | Montenegro    | 11-25, 10-25, 18-25               |
| 6 giugno 2015 Laugardalshöll, Reykjavík Durata: 1h:13 - Spettatori: 400   | Lussemburgo   | 0 - 3 | San Marino    | 16-25, 17-25, 22-25               |

### Classifica
| Pos | Squadra       | Pt | G | V | P | SV | SP | Ratio | PF  | PS  | Ratio |
| --- | ------------- | -- | - | - | - | -- | -- | ----- | --- | --- | ----- |
| 1   | Montenegro    | 12 | 4 | 4 | 0 | 12 | 0  | MAX   | 300 | 179 | 1.676 |
| 2   | San Marino    | 6  | 4 | 2 | 2 | 7  | 7  | 1.000 | 308 | 305 | 1.010 |
| 3   | Islanda       | 6  | 4 | 2 | 2 | 7  | 7  | 1.000 | 301 | 322 | 0.935 |
| 4   | Lussemburgo   | 5  | 4 | 2 | 2 | 6  | 9  | 0.667 | 309 | 338 | 0.914 |
| 5   | Liechtenstein | 1  | 4 | 0 | 4 | 3  | 12 | 0.250 | 283 | 357 | 0.793 |

## Podio

### Campione
Formazione: 1 Tatjana Bokan, 2 Ana Otašević, 3 Nikoleta Perović, 4 Jelena Cvijović, 8 Ivona Vojvodić, 9 Melisa Cenovic, 10 Elza Hadžisalihović, 11 Danijela Džaković, 13 Dragana Peruničić, 14 Marija Milović, 15 Marija Bojović, 17 Marija Sandić, CT: Vladimir Milačić

### Secondo posto
Formazione: 2 Samanta Giardi, 3 Veronica Barducci, 4 Cristina Baciocchi, 5 Elisa Ridolfi, 6 Giulia Muccioli, 7 Elisa Parenti, 9 Chiara Parenti, 10 Elisa Vanucci, 12 Valeria Benvenuti, 13 Rachele Štimac, 16 Allegra Piscaglia, 18 Anita Magalotti, CT: Luigi Morolli

### Terzo posto
Formazione: 1 Nataliya Gozmina, 2 Guðlaug Vigfúsdóttir, 3 Hjördís Eiríksdóttir, 4 Fjóla Svavarsdóttir, 5 Miglena Apostolova, 6 Karen Gunnardóttir, 8 Birta Björnsdóttir, 9 Laufey Sigmundsdóttir, 10 Fríða Sigurðardóttir, 12 Kristina Apostolova, 14 Erla Eiríksdóttir, 15 Thelma Grétarsdóttir, CT: Daniele Capriotti

## Classifica finale
| Pos | Squadre       |
| --- | ------------- |
|     | Montenegro    |
|     | San Marino    |
|     | Islanda       |
| 4   | Lussemburgo   |
| 5   | Liechtenstein |